# 清水ケ丘 (横浜市)
清水ケ丘（しみずがおか）は、神奈川県横浜市南区の地名。「丁目」の設定のない単独町名である。住居表示未実施区域。

## 地理
南区の北東部に位置し、東に庚台、南に南太田、西に保土ケ谷区岩井町、北に西区元久保町と接している。

### 地価
住宅地の地価は、2025年（令和7年）1月1日の公示地価によれば、清水ケ丘205番4の地点で22万4000円/m²となっている。

## 歴史

### 沿革
- 1935年（昭和10年）7月1日 - 南太田町の一部を分離し、清水ケ丘を新設。横浜市中区清水ケ丘となる[7]。
- 1943年（昭和18年）12月1日 - 南区の新設により、横浜市南区清水ケ丘となる[8]。
- 1969年（昭和44年）10月1日 - 行政区再編成により、南区を再配置。横浜市南区清水ケ丘となる[9]。
- 1977年（昭和52年）8月1日 - 清水ケ丘の一部を西区元久保町へ編入[10]。
- 1995年（平成7年）10月16日 - 南太田町の一部を清水ケ丘に編入[11]。

### 主な出来事
- 1957年（昭和32年）11月21日 - 商店街で小型トラックが暴走する事件が発生。3人が死亡、13人が重軽傷 [12]

## 世帯数と人口
2025年（令和7年）6月30日現在（横浜市発表）の世帯数と人口は以下の通りである。
| 町丁     | 世帯数    | 人口    |
| -------- | --------- | ------- |
| 清水ケ丘 | 2,198世帯 | 3,928人 |

### 人口の変遷
国勢調査による人口の推移。
| 年                 | 人口  |
| ------------------ | ----- |
| 1995年（平成7年）  | 4,155 |
| 2000年（平成12年） | 4,272 |
| 2005年（平成17年） | 4,087 |
| 2010年（平成22年） | 4,048 |
| 2015年（平成27年） | 3,793 |
| 2020年（令和2年）  | 3,843 |

### 世帯数の変遷
国勢調査による世帯数の推移。
| 年                 | 世帯数 |
| ------------------ | ------ |
| 1995年（平成7年）  | 1,651  |
| 2000年（平成12年） | 1,806  |
| 2005年（平成17年） | 1,740  |
| 2010年（平成22年） | 1,775  |
| 2015年（平成27年） | 1,734  |
| 2020年（令和2年）  | 1,959  |

## 学区
市立小・中学校に通う場合、学区は以下の通りとなる（2024年11月時点）。
| 番・番地等 | 小学校               | 中学校             |
| ---------- | -------------------- | ------------------ |
| 1〜52番地  | 横浜市立南太田小学校 | 横浜市立蒔田中学校 |
| 53番地以降 | 横浜市立太田小学校   | 横浜市立蒔田中学校 |

## 事業所
2021年（令和3年）現在の経済センサス調査による事業所数と従業員数は以下の通りである。
| 町丁     | 事業所数 | 従業員数 |
| -------- | -------- | -------- |
| 清水ケ丘 | 80事業所 | 614人    |

### 事業者数の変遷
経済センサスによる事業所数の推移。
| 年                 | 事業者数 |
| ------------------ | -------- |
| 2016年（平成28年） | 73       |
| 2021年（令和3年）  | 80       |

### 従業員数の変遷
経済センサスによる従業員数の推移。
| 年                 | 従業員数 |
| ------------------ | -------- |
| 2016年（平成28年） | 494      |
| 2021年（令和3年）  | 614      |

## 施設
- 清水ケ丘公園
- 神奈川県立横浜清陵高等学校
- 清水ヶ丘病院[22]

## その他

### 日本郵便
- 郵便番号 : 232-0007[3]（集配局：横浜南郵便局[23]）

### 警察
町内の警察の管轄区域は以下の通りである。
| 番・番地等 | 警察署   | 交番・駐在所 |
| ---------- | -------- | ------------ |
| 全域       | 南警察署 | 南太田交番   |